# Handling (luftfart)
 For alternative betydninger, se Handling. (Se også artikler, som begynder med Handling)
Handling er servicering af et fly mens det er på jorden og (normalt) er parkeret ved en gate i en lufthavn. Ud over at håndtere passagernes bagage samt eventuel fragt, udfører handlingselskaberne alt fra rengøring af kabinen til påfyldning af brændstof. Hurtighed og effektivitet er vigtigt, da flyselskaberne ønsker at minimere deres turnaround-tid (tiden der går fra flyet lander til det letter igen). 
De fleste flyselskaber får handlingen udført af en underleverandør. I Danmark står SAS Ground Handling, der er Europas tredjestørste i branchen for handlingen i Aalborg Lufthavn og Aarhus Lufthavn. Både SAS Ground Handling og Aviator tilbyder handling i Københavns Lufthavn. 
Billund Lufthavn, Bornholms Lufthavn og Karup Lufthavn udfører selv handlingen af sine fly. 